# Maranthes floribunda
Maranthes floribunda är en tvåhjärtbladig växtart som först beskrevs av John Gilbert Baker, och fick sitt nu gällande namn av Frank White. Maranthes floribunda ingår i släktet Maranthes och familjen Chrysobalanaceae. Inga underarter finns listade i Catalogue of Life.